# Dyspteris crispisulcans
Dyspteris crispisulcans är en fjärilsart som beskrevs av Louis Beethoven Prout 1926. Dyspteris crispisulcans ingår i släktet Dyspteris och familjen mätare. Inga underarter finns listade i Catalogue of Life.